# Don Rickles
Donald Jay Rickles, dit simplement Don Rickles, est un humoriste et acteur américain né le 8 mai 1926 dans le Queens à New York et mort le 6 avril 2017 à Beverly Hills (Californie). Il est principalement connu pour ses rôles dans L'Odyssée du sous-marin Nerka (1958), Enter Laughing (en) (1967), De l'or pour les braves (1970) et Casino (1995). De 1976 à 1978, Rickles est l'un des principaux acteurs de la sitcom C.P.O. Sharkey (en) de la NBC. Auparavant, il était le personnage principal de deux programmes télévisés éponymes d'une demi-heure, une série de variétés d'ABC intitulée The Don Rickles Show (1968) et une sitcom de la CBS également intitulée The Don Rickles Show (1972).
Artiste historique de l'âge d'or des hôtels-casinos de Las Vegas et membre éloigné du Rat Pack grâce à son amitié avec Frank Sinatra, Rickles bénéficie d'une très large exposition et est à ce titre invité régulièrement par différents talk-shows, dont The Dean Martin Show, The Tonight Show Starring Johnny Carson et le Late Show with David Letterman. Il est la voix originale de M. Patate dans les quatre premiers films de la franchise Toy Story (1995–2019). Il remporte un Primetime Emmy Award pour le documentaire Mr. Warmth: The Don Rickles Project en 2007. En 2014, un hommage lui est rendu par ses amis humoristes dans une émission tournée au Apollo Theater, montée puis diffusée sur Spike TV et intitulée Don Rickles: One Night Only.

## Biographie

### Jeunesse et éducation
Donald Jay Rickles naît le 8 mai 1926 dans le Queens à New York,. Son père Max Rickles (1896–1952) émigre avec ses parents lituaniens en 1903 de la ville de Kaunas. Sa mère Etta Rickles (née Feldman, 1898–1984) est née à New York de parents immigrés autrichiens,. Rickles grandit à Jackson Heights.
Après être sorti diplômé de la Newtown High School en 1944, Rickles s'enrôle dans la marine américaine et effectue son service militaire pendant la Seconde Guerre mondiale sur l'USS Cyrene (en) en tant que matelot de première classe. Il est démobilisé avec les honneurs en 1946,. Deux ans plus tard, souhaitant devenir un acteur de théâtre, il étudie à l'American Academy of Dramatic Arts puis joue de petits rôles à la télévision. Frustré par ces expériences insignifiantes, Rickles décide de se lancer dans l'humour et effectue ses premières représentations dans des salles de New York, Miami et Los Angeles. Il devient connu pour les réponses sèches et insultantes qu'il formule à égard de ses détracteurs dans le public. Les spectateurs appréciaient davantage son recours facile à l'insulte plutôt que sa performance humoristique, ce qui le pousse à l'incorporer ce type d'interventions dans son texte.
Lorsque Rickles commence sa carrière au début des années 1950, il prend pour habitude d'appeler les fauteurs de troubles installés dans le public les « rondelles de hockey »,. Son style humoristique est assez proche de celui d'un autre humoriste connu à l'époque pour son recours facile aux insultes, Jack E. Leonard (en), bien que Rickles ait nié s'être inspiré de Leonard. À l'occasion d'une interview sur Larry King Live, Rickles a mentionné le style humoristique de Milton Berle comme étant sa principale inspiration.

### Carrière
Alors qu'il travaillait à la boîte de nuit Murray Franklin's de Miami Beach en Floride, au tout début de sa carrière, Rickles a remarqué Frank Sinatra dans le public et lui a dit : « Je viens de voir votre film Orgueil et Passion et je veux vous dire, le jeu d'acteur du canon était génial ». Il ajoute : « Fais comme chez toi, Frank. Frappe quelqu'un ! »,,. Sinatra, qui avait surnommé Rickles « tête de balle », l'appréciait tellement qu'il encourageait d'autres célébrités à aller voir son spectacle et à se faire insulter par l'humoriste. Le soutien apporté par Sinatra permet à Rickles de devenir un artiste populaire de Las Vegas,. Lors d'une émission spéciale du Dean Martin Celebrity Roast, Rickles faisait partie de ceux qui critiquaient Sinatra. Par la suite, Rickles a été lui-même sous le feu des critiques dans cette même émission.
Rickles est régulièrement surnommé « Le Marchand de Venin » et « Mr. Chaleur »,, en référence à ses moqueries envers les gens de toutes les ethnies et de tous les horizons. Lorsqu'il faisait son entrée sur un plateau de télévision ou sur scène, la musique de matador espagnol « La Virgen de la Macarena » était généralement jouée, annonçant généralement que quelqu'un était sur le point de passer un mauvais quart d'heure. Comme l'a remarqué Rickles, « Je me suis toujours vu comme un matador qui faisait face à son public »,.
En 1958, Rickles joue son premier rôle sérieux au cinéma dans L'Odyssée du sous-marin Nerka aux côtés de Clark Gable et Burt Lancaster. Tout au long des années 1960, il apparaît régulièrement dans des sitcoms et des séries télévisées. Dans Max la Menace, Rickles joue le rôle de Sid, un ancien copain de l'armée de Max, qui vient pour rester à ses côtés. Dans un épisode de Match contre la vie, Rickles interprète un comédien en détresse dont le rôle culmine lorsqu'il étrangle un spectateur en lui ordonnant de rire. La carrière de Rickles prend un tournant plus sérieux dans le film de science-fiction/horreur de Roger Corman L'Horrible Cas du docteur X, dans lequel il interprète un crieur de carnaval cherchant à obtenir l'argent du personnage principal joué par Ray Milland.
Rickles apparaît dans la série de films Beach Party. Il se souvient dans ses mémoires de 2007 qu'à l'occasion d'un dîner à la Maison-Blanche, Barbara Bush l'a taquiné à propos de sa décision d'apparaître dans ces films. L'agent de Rickles, Jack Gilardi, était marié à Annette Funicello lorsque Rickles a été sélectionné pour jouer dans les films Beach Party. Il a ensuite commencé à apparaître plus fréquemment dans des talk-shows télévisés, apparaissant pour la première fois dans le Tonight Show Starring Johnny Carson en 1965. Rickles devient un invité régulier et anime même ses propres émissions. Il participe à plus de 100 émissions du Tonight Show à l'époque de Carson.
En 1968, Rickles publie un album humoristique intitulé Hello, Dummy! qui atteint la 54e place du classement Billboard 200. La même année, il est le présentateur de sa propre émission de variétés sur ABC, le Don Rickles Show, avec l'acteur Pat McCormick comme coprésentateur. L'émission ne dure que 17 épisodes, puis est remplacée par le jeu télévisé Let's Make a Deal. Pendant les années 1960, Rickles fait des apparitions dans The Dick Van Dyke Show, Les Monstres, La Famille Addams, The Mothers-in-Law (en), L'Île aux naufragés, Max la Menace, The Twilight Zone (en),, The Andy Griffith Show, Gomer Pyle – USMC (en) et Jinny de mes rêves.

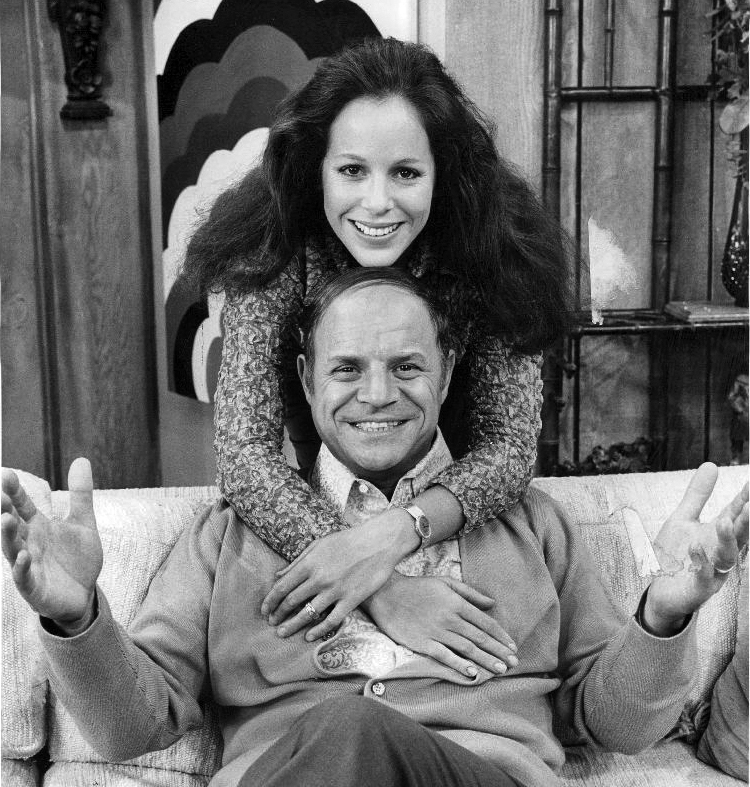
Don Rickles et Louise Sorel sur The Don Rickles Show en 1971.

En 1970, Rickles interprète un rôle remarqué, celui de Crapgame dans De l'or pour les braves, partageant l'affiche avec Clint Eastwood, Telly Savalas, Donald Sutherland et Carroll O'Connor. En 1972, il présente The Don Rickles Show (la deuxième série à porter ce titre) sur une durée de 13 épisodes. Dans ses mémoires, Rickles reconnaît que les sitcom scénarisées ne convenaient pas à son style, lui qui avait pour habitude d'improviser la majorité de ses blagues.
De 1976 à 1978, il joue dans les deux saisons de C.P.O. Sharkey (en). Rickles apparaît occasionnellement dans le jeu télévisé Hollywood Squares. Au début des années 1980, Rickles commence à se produire avec Steve Lawrence lors de concerts à Las Vegas. En 1983, le duo co-anime Foul-Ups, Bleeps & Blunders, une réponse parodique à l'émission humoristique Bloopers & Practical Jokes. En 1982, il apparaît dans un épisode d'Archie Bunker's Place. En 1985, lorsque Frank Sinatra est sollicité pour se produire lors de la deuxième cérémonie d'investiture présidentielle de Ronald Reagan, il demande que Rickles soit autorisé à se produire à ses côtés, et ce, sans répétition,. Rickles considère cette performance comme l'apogée de sa carrière.
En 1990, il apparaît dans un épisode de la deuxième saison des Contes de la Crypte. En 1992, il joue dans Innocent Blood, réalisé par John Landis. Dans ses mémoires, Rickles raconte que Landis était « l'assistant de production » de Brian G. Hutton pendant le tournage de De l'or pour les braves. En 1993, Rickles joue dans une  sitcom éphémère intitulée Daddy Dearest avec Richard Lewis. En 1995, il incarne Billy Sherbert dans le film Casino d'Universal Pictures et prête sa voix à M. Patate dans le film Toy Story de Disney et Pixar. Il reprend son rôle de M. Patate dans Toy Story 2 (1999). Rickles incarne George Wilson dans Denis la Malice sème la panique (1998). La même année, il incarne un réalisateur de cinéma dans Sale Boulot et prête sa voix à Cornwall, l'une des têtes d'un dragon à deux têtes dans Excalibur, l'épée magique. En 1999, il fait une brève apparition dans l'épisode des Simpson « Fiesta à Las Vegas ».
Rickles fait un caméo dans une séquence de rêve récurrente dans un épisode de The Unit : Commando d'élite diffusé en février 2007. Le 8 mai 2006, jour de son 80e anniversaire, Simon & Schuster publié ses mémoires intitulés Rickles' Book. Mr. Warmth: The Don Rickles Project, un documentaire sur Rickles réalisé par John Landis, est diffusé pour la première fois sur HBO le 2 décembre 2007. Rickles remporte un Primetime Emmy Award pour la meilleure performance individuelle dans une émission de variétés ou musicale, surpassant plusieurs humoristes de renom, dont David Letterman, Jon Stewart et Stephen Colbert. Rickles déclare : « Stephen Colbert est un homme drôle, mais il est trop jeune. Il a tout le temps de gagner des prix, mais c'est peut-être ma dernière année et je pense que j'ai fait en sorte que ce soit important. À bien y réfléchir, ce n'était probablement qu'une récompense pour un vieil homme ». En 2010, il apparaît dans une publicité pendant le Super Bowl XLIV en tant que rose parlante et puis apparaît lors de la 37e cérémonie annuelle des Daytime Emmy Awards le 27 juin 2010.

Il reprend son rôle de M. Patate dans Toy Story 3 (2010). En 2011, Rickles joue aux côtés de Joe Pesci, son partenaire dans Casino (1995), pour une publicité Snickers mettant en avant des acteurs connus pour leurs « pétages de plomb ». Le 28 mai 2014, une cérémonie d'hommage à Rickles est réalisée par Spike TV et intitulée One Night Only: An All-Star Comedy Tribute to Don Rickles. Enregistrée en direct au Apollo Theater de New York, Jerry Seinfeld est le maître de cérémonie de cette émission de deux heures, comprenant des monologues prononcés par Johnny Depp, Martin Scorsese, Robert De Niro, Jon Stewart, David Letterman, Tracy Morgan, Brian Williams, Regis Philbin, Amy Poehler et Tina Fey. Quelques passages enregistrés au préalable ont également été inclus au montage, dont des interventions de Bob Newhart, Bill Cosby, Jimmy Kimmel et Eddie Murphy. Seinfeld décrit Rickles comme faisant partie du « Mont Rushmore de la Comédie de Stand-up » aux côtés de George Carlin, Richard Pryor et Bill Cosby,,.
« L'esprit de camaraderie et l'humour ont transformé ce spectacle en un véritable mélange entre un roast au sens traditionnel du terme et une cérémonie de remise de prix pour l'ensemble de sa carrière, embrassant des émotions allant de l'admiration et de la gratitude à… l'humiliation. Et, au point culminant de la soirée, lorsque Rickles a eu son mot à dire après tout ce qui avait été dit sur lui et ses près de 60 ans de carrière, c'est lui, comme il se doit, qui a eu le dernier mot. » — TV Week
Dans les dernières années de sa vie, il était encore fréquemment invité dans des talk-shows, notamment le Jimmy Kimmel Live!, le Tonight Show Starring Jimmy Fallon et le Late Late Show with Craig Ferguson, entre autres. Le 11 mai 2015, Rickles fait une apparition dans l'un des derniers épisodes du Late Show with David Letterman. Il a également fait une brève apparition dans Grandfathered. Dans une interview en 2014, il a rejeté l'idée de prendre sa retraite, déclarant :
« Je suis en bonne santé. Je travaille mieux que jamais. Le public est bon. Pourquoi devrais-je partir à la retraite ? Je suis comme un boxeur. La cloche sonne et tu entres et te bats. Mon énergie me tient en vie. Et je l'aime toujours. » — Turlock Journal
Jusqu'à sa mort en 2017, et malgré de multiples interventions chirurgicales à la suite d'une crise de fasciite nécrosante en 2013, il continue à faire ses tournées à travers les États-Unis. Il aurait annoncé sa volonté de reprendre son rôle de M. Potato pour Toy Story 4 (2019), mais meurt avant d'avoir pu enregistrer la moindre ligne de dialogue. En accord avec sa femme Barbara Rickles, Josh Cooley a utilisé des archives audio inutilisées des trois films précédents afin de l'honorer et de dédier le film à sa mémoire.
Don Rickles décède le 6 avril 2017 d'une insuffisance rénale à l'âge de 90 ans chez lui à Beverly Hills, en Californie. Il est inhumé au cimetière de Mount Sinai, à Hollywood Hills.

## Vie privée
Le 14 mars 1965, Don Rickles épouse Barbara Sklar, originaire de Philadelphie. Il a admis avoir eu des difficultés avec l'amour dans sa vingtaine et sa trentaine, rencontrant Sklar grâce à son agent alors qu'il était âgé de 38 ans. Il est tombé amoureux d'elle après qu'elle n'ait pas réussi à comprendre son humour. Le couple a deux enfants : Mindy, une actrice, et Larry, un producteur mort d'une pneumonie à l'âge de 41 ans. D'après les mémoires de Rickles, ses petits-enfants Ethan et Harrison Mann étaient bien plus impressionnés par son rôle de M. Patate que par tous ses autres rôles. Barbara meurt des suites d'un lymphome non hodgkinien le 14 mars 2021, exactement 56 ans après le mariage du couple.
Rickles s'est lié d'amitié avec le mafieux Joe Gallo après un concert au Copacabana en 1972. Gallo, que Rickles avait taquiné sans pitié pendant son concert, malgré les avertissements, a accepté ses taquineries et l'a invité au Umberto's Clam House après le spectacle. Rickles a décliné l'offre. Cette nuit-là, une fusillade a éclaté au Umberto's, tuant Gallo. Cette situation a été reproduite au cinéma dans le film The Irishman.
Rickles était présent sur scène lors des cérémonies d'investiture de Ronald Reagan et de George H. W. Bush aux côtés de son ami Frank Sinatra, bien que Rickles était un démocrate convaincu depuis longtemps. Il considérait Bob Newhart comme son meilleur ami, et les deux partaient souvent en vacances ensemble avec leurs femmes, qui étaient également de proches amies. Rickles et Newhart ont été tous les deux invités du Tonight Show with Jay Leno le 24 janvier 2005, le lundi suivant la mort de Johnny Carson, dans une sorte d'hommage à l'animateur et à leurs passages réguliers dans ses émissions. Les deux ont également joué ensemble dans la sitcom Newhart. Leur amitié est immortalisée dans Bob & Don: A Love Story, un court-métrage documentaire de 2023 réalisé par Judd Apatow.

## Hommages
Plusieurs présentateurs d'émissions télévisées ont rendu hommage à ses talents de comédie, dont Conan O'Brien, Jimmy Kimmel, Jimmy Fallon, Stephen Colbert, Seth Meyers et David Letterman, entre autres. Barbra Streisand, Billy Crystal, Mel Brooks, le réalisateur du premier Toy Story John Lasseter, Ron Howard, Chris Rock, Patton Oswalt, Jim Carrey, Ricky Gervais et même ses comparses de Toy Story Tom Hanks (voix de Woody), Tim Allen (voix de Buzz l'Éclair) et Whoopi Goldberg (voix de Stretch dans Toy Story 3) ont rendu hommage à l'acteur sur leurs réseaux sociaux respectifs.
Bob Newhart a déclaré dans un communiqué : « Il était surnommé le "Marchand de Venin", mais en réalité, il était l'une des personnes plus plus gentilles, bienveillantes et sensibles que l'on ait jamais connues. Nous sommes dévastés, et notre monde ne sera plus jamais le même. Nous n'étions pas préparés à ça ».
Martin Scorsese, qui avait réalisé le film Casino en 1995, a déclaré : « Don Rickles était un géant, une légende... et je peux toujours entendre sa voix, me reprochant d'être si hautain. J'ai eu l'honneur de travailler avec lui dans mon film Casino. C'était un professionnel. Il m'a fait rire aux éclats tous les jours sur le plateau – mais pour autant il était un vrai pro. Nous sommes devenus amis avec les années, et j'ai eu l'honneur d'être critiqué par lui plus d'une fois – parfois quand je m'y attendais le moins. Il débarquait de nulle part et m'insultait. J'ai vu Don travailler, j'ai décodé ses pensées, et j'ai pu assister à l'évolution de son humour. C'était comme écouter un bon musicien de jazz. Personne d'autre n'était capable de faire ce qu'il faisait. Il faisait de l'humour un véritable art. Et comme tous les génies, dans la comédie ou ailleurs, il est irremplaçable. Il était très apprécié. Cet homme me manque vraiment ».
Lors de la 90e cérémonie des Oscars, l'Académie a rendu hommage à Don Rickles dans son segment in memoriam habituel. Le film Toy Story 4 est dédié à sa mémoire, ainsi qu'à celle de l'animateur Adam Burke.

## Filmographie
- 1958 : L'Odyssée du sous-marin Nerka (Run Silent Run Deep) de Robert Wise : Petty Officer 1st Class Ruby
- 1959 : The Rabbit Trap : Mike O'Halloran
- 1960 : Les Pièges de Broadway (The Rat Race) de Robert Mulligan : Nellie
- 1963 : L'Horrible Cas du Dr X (X) : Crane
- 1964 : Muscle Beach Party de William Asher : Jack Fanny
- 1964 : Bikini Beach de William Asher : Big Drag
- 1964 : Pajama Party : Big Bang The Martian
- 1965 : Beach Blanket Bingo : Big Drop
- 1967 : Enter Laughing : Harry Hamburger
- 1968 : The Money Jungle (en) : Harry Darkwater
- 1969 : Where It's at : Willie
- 1970 : De l'or pour les braves (Kelly's Heroes) : Sgt. Crapgame
- 1971 : The Love Machine : Announcer
- 1988 : Keaton's Cop : Jake
- 1992 : Innocent Blood : Emmanuel "Manny" Bergman
- 1995 : Casino : Billy Sherbert
- 1995 : Toy Story : Monsieur Patate (voix)
- 1997 : Dany, le chat superstar (Cats Don't Dance) : Monsieur Patate (voix)
- 1997 : Redux Riding Hood : The Boss (voix)
- 1998 : Excalibur, l'épée magique (Quest for Camelot) : Cornwall, Two-Headed Dragon (voix)
- 1998 : Sale boulot : Mr. Hamilton
- 1998 : Denis la Malice sème la panique (Dennis the Menace Strikes Again!) (vidéo) : George Wilson
- 1999 : Toy Story 2 : Monsieur Patate (voix)
- 2000 : Rolie Polie Olie : Monsieur Patate (voix)
- 2010 : Toy Story 3 : Monsieur Patate (voix)
- 2019 : Toy Story 4 : Monsieur Patate (voix)

## Télévision
- 1960 :The Twilight Zone : Saison 2 épisode 19 : Mr Dingle the strong, le parieur
- 1965 : Kibbee Hates Fitch (TV) : Russell Kibbee
- 1966 : Les Mystères de l'Ouest (The Wild Wild West), (série TV) - Saison 1 épisode 24, La Nuit des Magiciens (The Night of the Druid's Blood), de Ralph Senensky : Asmodeus
- 1972 : The Don Rickles Show (série télévisée) : Don Robinson
- 1976 : C.P.O. Sharkey (série télévisée) : C.P.O. Otto Sharkey
- 1980 : For the Love of It (TV) : Jim Joy
- 1993 : Daddy Dearest (série télévisée) : Al Mitchell
- 2004 : Le Bonnet de laine (The Wool Cap) (TV) : Ira
- 2005 : The Catch (TV)
- 2007 : The Unit : Commando d'élite (TV) : Lui-même

## Distinctions
| Année | Récompense             | Catégorie                                              | Réalisation                         | Résultat |
| ----- | ---------------------- | ------------------------------------------------------ | ----------------------------------- | -------- |
| 2000  | Hollywood Walk of Fame | —                                                      | Ensemble de sa carrière             | Lauréat  |
| 2008  | Primetime Emmy Awards  | Performance individuelle dans un programme de variétés | Mr. Warmth: The Don Rickles Project | Lauréat  |
| 2009  | TV Land Awards         | Legend Award                                           | Ensemble de sa carrière             | Lauréat  |
| 2012  | The Comedy Awards      | The Johnny Carson Award                                | Ensemble de sa carrière             | Lauréat  |
| 2013  | New York Friars Club   | Prix pour l'ensemble de sa carrière                    | Ensemble de sa carrière             | Lauréat  |

## Voix françaises
- Philippe Dumat dans :
  - De l'or pour les braves
  - Denis la Malice sème la panique
- Jean-Pierre Denys dans :
  - Toy Story 2
  - Toy Story 3
  - Toy Story 4

- Jean Daurand dans L'Odyssée du sous-marin Nerka
- Claude Péran dans Les Pièges de Broadway
- André Chaumeau dans Casino
- Jacques Ferrière dans Toy Story
- Alain Chabat dans Excalibur, l'épée magique